# Christella ochthodes
Christella ochthodes là một loài dương xỉ trong họ Thelypteridaceae. Loài này được H.L mô tả khoa học đầu tiên năm 1915.
Danh pháp khoa học của loài này chưa được làm sáng tỏ. 